# Чакская неясыть
Чакская неясыть (лат. Strix chacoensis) — вид птиц рода неясытей, семейства совиных и отряда совообразных. Обитает в Южной Америке.

## Описание
Чакская неясыть имеет средние размеры в 35-38 см. Как и у многих видов сов, самки крупнее и тяжелее самцов. Масса самца составляет от 360 до 435 г, а самки от 420 до 500 г (от 15 до 18 унций). У представителей этого вида круглая голова без ушных пучков и бледный серовато-белый лицевой диск с концентрическими темными линиями. Верхняя часть тела темно-коричневато-черная с узкими белыми и желтоватыми полосами. Нижняя часть тела грязновато-белая с темно-коричневой полосой. Хвост темно-серовато-коричневый с узкими светлыми полосами. По окраске очень похожи на своих ближайших родственников Strix rufipes, но у тех более тёмное оперение.

## Ареал
Эти совы населяют обширные центральные районы Южной Америки, именуемые Гран-Чако, в результате чего они и получили своё название. Ареал затрагивает южную Боливию, Парагвай и северную Аргентину. Обитают в сухих лесах, полупустынях и засушливых областях. 

## Поведение

### Охота
Этот преимущественно ночной хищник охотится на мелких млекопитающих, птиц и рептилий. Добычу схватывает на земле. 

### Гнездование
При отсутствии подходящего дупла гнездиться могут под кустами или в упавших деревьях. Самка высиживает обычно два или три яйца.